# Останній льодовиковий максимум

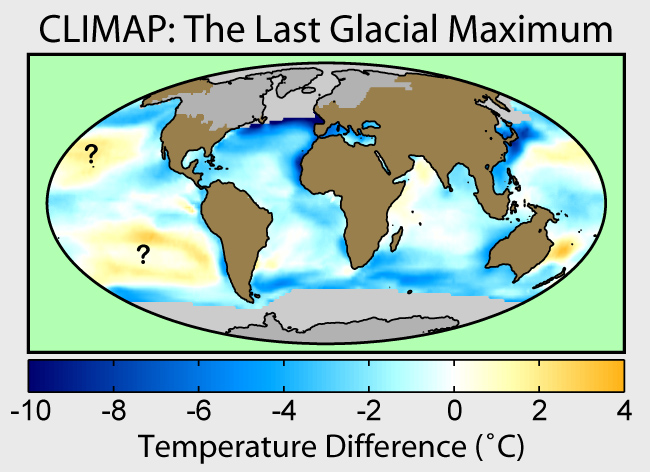
Мапа температури поверхні моря та зміни льодовика протягом останнього льодовикового максимуму згідно з проектом CLIMAP

Останній льодовиковий максимум — час максимального розвитку льодовикових щитів за часів останнього зледеніння (Вюрмське, Вісконсинське або Валдайське зледеніння), приблизно 20 000 років тому. Тривав протягом декількох тисяч років.

## Поширення
На той час, льодовикові щити охоплювали всю Ісландію і Британські острови, за винятком південної частини . Північна Європа також була під льодовиком, південна межа, проходила через Німеччину та Польщу, але не повністю з'єднувався з Британським льодовим щитом. Цей льодовик поширювався на північ до Шпіцбергена і Землі Франца-Йосипа і на сході займав північну половину Західно-Сибірської рівнини, і закінчувався на півострові Таймир. У Північній Америці, льодовик займав практично всю Канаду і прямував долинами Міссурі і Огайо, а також на схід до Нью-Йорка.
У Південній півкулі, Патагонський льодовиковий щит охоплював Чилі і західну Аргентину і на північ прямував приблизно до 41° південної ширити. Льодовиковий щит охоплював також Тибет (вчені продовжують обговорювати, на скільки Тибетське плато було покрито льодовиком), Балтистан, Ладакх, Кордильєра-де-Мерида і Андське Альтіплано.  В Африці, на Близькому Сході та в Південно-Східній Азії, було утворено багато дрібних гірських льодовиків, на кшталт гір Атлас, Бейл, а також на Новій Гвінеї.
Вічна мерзлота охоплювала Європу на південь від льодовикового щита, аж до сьогоденного Сегеду та в Азії до Пекіну. У Північній Америці, широтний градієнт був настільки гострим, що вічна мерзлота не віддалялась далеко на південь від льодовикового щита, за винятком високогір'їв.
Стікання річок Об і Єнісей були припинено льодовиком, утворюючи величезні алювіальні озера.
Індонезійські острови, Борнео і Балі були пов'язані з азійським континентом утворюючи Сундаленд. Палаван був також частиною Сундаленду, у той час як інша частина Філіппінських островів сформували один великий острів відділений від континенту тільки на протоками Сібуту і Міндоро . Австралія та Нова Гвінея сформували Сахуленд.  Між Сундалендом і Сахулендом, залишилися острови Воллесія, попри те, що кількість і ширина проток між двома континентами була значно меншою.

## Льодовиковий клімат

Мапа розповсюдження рослинних угруповань протягом останнього льодовикового максимуму

Створення льодовикових щитів і льодовикових шапок потребують тривалого холоду та певної кількості опадів (снігу). Таким чином, попри те, що температура була майже однаковою, в Північній Америці та Європі, Східній Азії і частині Аляски залишалися терени вільні від льодовика. Це різниця була викликана тим, що льодовиковий щит в Європі, утворював великий антициклон над ним. Цей антициклон породжував повітряні маси, які були настільки сухими що по досягненні ними Сибіру і Маньчжурії, опадів було замало для формування льодовиків (крім Камчатки, де вітри отримували вологу з Японського моря). Відносно теплий Тихий океан в зв'язку з закриттям Курильської течії і присутність великих гірських хребтів прямуючих схід-захід є вторинними факторами запобігання континентального зледеніння в Азії.
У теплих районах земної кулі, клімат Останнього льодовикового максимуму був прохолодніше, і майже всюди сухіше. В екстремальних випадках, таких, як Південна Австралія і Сахель, кількість опадів зменшилась до 90% від сьогоденного, кількість рослинності зменшилася пропорційно зменшенню рослинності льодовикових районів Європи та Північної Америки. Навіть в менш постраждалих районах, тропічні ліси значно зменшилися, особливо в Західній Африці, де ліси були оточені тропічними луками. Амазонський дощовий ліс був розділений на два великих блоки величезною саваною, і цілком ймовірно, що вологі тропічні ліси Південно-Східної Азії були поділені аналогічним чином, з поширенням листяних лісів до Сундалендського шельфу. Тільки в Центральній Америці і в регіоні Чоко Колумбія дощові тропічні ліси, залишається недоторканим - ймовірно, через надзвичайно сильні дощі в цих регіонах.
Більшість пустель розширилося. Винятком був Американський Захід, де зміни у Висотній струминній течії призвело до сильних дощів на теренах, де наразі пустеля та утворення великих плювіальних озер, найвідоміше є озеро Бонневіль в штаті Юта. Це також відбулося в Афганістані та Ірані, де велике озеро утворилось в Деште-Кевір. В Австралії, переносні піщані дюни охоплювали половину континенту, Гран-Чако та Пампа в Південній Америці були також вельми посушливими. Сьогоденні субтропічні райони також втратили більшу частину свого лісового покрову, особливо в східній частині Австралії, Бразильський атлантичний ліс в Бразилії, а також Південний Китай, де безліссі простори стали домінуючими через сухі умови. Північний Китай - лишався незаледенілим незважаючи на холодний клімат - суміш луків і тундри переважали, і навіть тут північна межа росту дерев, була на двадцять градусів південніше сьогоденного.
У період безпосередньо перед останнім Льодовиковим Максимумом, багато районів, які стали повністю безплідною пустелею були вологішими, за сьогодення, особливо в південній частині Австралії, де переселення аборигенів, як вважається, збігається з вологим періодом між 40000 і 60000 років тому.

## Дивись також
- Льодовикова ера
- Останній льодовиковий період
- Льодовикова ера
- Алювіальні води

## Ресурси Інтернету
- Pazynych V. Revision of the scale of last North American glaciation Part 1. Southern Rocky MountainsRevision of the scale of last North American glaciation Part 1. Southern Rocky Mountains
- Adams, J.M., 1997, Global land environments since the last interglacial. Oak Ridge National Laboratory, TN. (Atlas of Palaeovegetation: Preliminary land ecosystem maps of the world since the Last Glacial Maximum.)
- BRITICE, 2004, Map and GIS database of glacial landforms and features related to the last British Ice Sheet. Department of Geology, University of Sheffield, Sheffield, United Kingdom.
- Dyke, A.S., A. Moore, and L. Robertson, 2003, Deglaciation of North America. Geological Survey of Canada Open File, 1574. (Thirty-two digital maps at 1:7 000 000 scale with accompanying digital chronological database and one poster (two sheets) with full map series.)
- Manley, W., and D. Kuaffman. nd, Alaska PaleoGlacier Atlas: A Geospatial Compilation of Pleistocene Glacier Extents. INSTAAR, University of Colorado, Boulder, Colorado.
- Paleoclimate Modelling Intercomparison Project (PMIP) PMIP Web Site and 'Publications : Last Glacial Maximum.
- Paleoclimate Modelling Intercomparison Project Phase II (PMIP2) PMIP2 Home page and PMIP 2 Publications.